# 雷廷权
雷廷权（1928年1月23日—2007年12月6日），男，陕西西安人，中国金属材料与热处理专家，哈尔滨工业大学教授，中国工程院院士。长期从事金属材料及热处理的研究工作。

## 生平
1949年毕业于国立西北工学院，获学士学位。1960年，获莫斯科钢铁学院副博士学位。
1997年当选为中国工程院院士。